# Jaguar XKSS
Jaguar XKSS er en Jaguar D-Type sportsvogn til almindelig vej, der oprindelig blev bygget i 1957. 
Der var oprindeligt planlagt en produktion på 25 stk. Jaguar XKSS. Om aftenen den 12. februar 1957 udbrød der imidlertid en brand på Browns Lane, som ødelagde de ni biler, der allerede var blevet færdiggjort eller endnu var under produktion. De resterende 16 XKSS-biler, der endnu ikke var bygget, blev efter branden færdigbygget og herefter solgt i USA.
I marts 2016 annoncerede Jaguar, at man ville færdiggøre den oprindelige ordre på 25 biler fra 1957, ved at bygge de 9 manglende biler, der gik til i branden.
 De endelige biler fik en pris på £1,4 mio.